# Oxydation en bain de sel
L’oxydation en bain de sel est un procédé thermique sans flamme qui détruit toutes les matières organiques, tout en conservant les composants inorganiques et dangereux dans le bain.

## Utilisations
Exemples d'utilisation :
- nettoyage à haute température de pièces métalliques souillées ; méthode plus aisée qu'un nettoyage au chalumeau. Voir aussi Décapage ;
- traitement de déchets dangereux (avec de l'air) et de déchets tels les pneus usés, où l'incinération directe et le traitement des effluents est difficile ;
- source d'énergie semblable à la gazéification du charbon et du bois (avec de la vapeur) ;
- destruction en toute sécurité d'armes biologiques et chimiques.

## Processus
Le principal sel fondu utilisé est le carbonate de sodium (point de fusion : 851 °C) ; d'autres sels peuvent être utilisés.

Le soufre, les halogènes, le phosphore et d'autres polluants volatils similaires sont oxydés et retenus dans le bain. La majorité du carbone organique présent s'échappe, comme les gaz relativement purs CO/CO2/H2/H2O (selon les conditions d'alimentation utilisées, qu'il s'agisse de vapeur ou d'air), et l'effluent ne requiert qu'un refroidissement et un lavage aqueux doux (sauf les déchets contenant du mercure).

L'inconvénient majeur du processus, par rapport à l'incinération directe, est la saturation éventuelle de la masse fondue par des contaminants, et qui a besoin de retraitement ou d'un remplacement.